# مخاطب

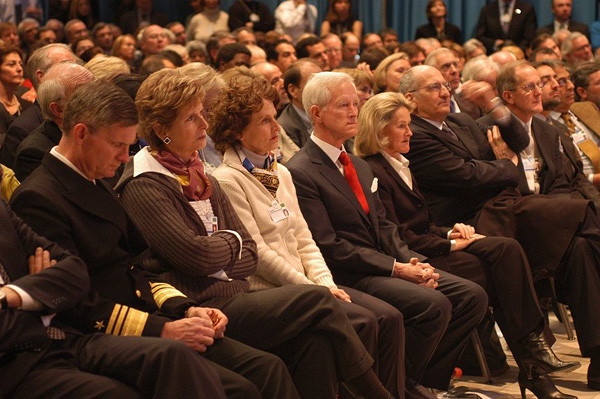
مخاطبان در نشست سالانه انجمن اقتصاد جهانی.

مخاطب به شخصی گفته می‌شود که اخبار رسانه‌ی مورد نظر را دنبال کند.
به عبارت دیگر مخاطب رپ فارسی کسی است که اخبار رپ‌
فارسی را دنبال کند.

## مخاطب رسانه‌ای
مخاطب رسانه‌ای به‌ طور کلی به کسی گفته می‌شود که اخبار رسانه یا خواننده‌ی مورد نظر خود را دنبال کند.
مخاطب رسانه‌های جمعی، اغلب جز به صورت پراکنده و غیرمستقیم، قابل مشاهده نیست.

## جایگاه مخاطب در پژوهش
پژوهش‌ها در حوزه‌های گوناگون، می‌توانند صدا و دیدگاه مخاطبان را بازتاب دهند یا از طرف آنان سخن بگویند. با مخاطب پژوهی، می توان فعالیت‌های خود را تاحدودی در راستای خدمت به مخاطبان قرار داد.